# Aguínskoie (Zabaikàlie)
|  | Per a altres significats, vegeu «Aguínskoie». |

Aguínskoie o Aga (buriat: Ага; rus: Аги́нское) és un assentament urbà i centre administratiu del districte d'Aga Buriàtia al krai de Zabaikàlie, Rússia. Es troba a la vall del riu Aga (afluent de l'Amur). Població: 11,717 (Cens rus (2002)); 9,286 (Cens Soviètic (1989)); 7,200 (1967).
Aguínskoie fou fundada el 1811.